# Studence (gmina Žalec)
Studence – wieś w Słowenii, w gminie Žalec. W 2018 roku liczyła 601 mieszkańców.